# Robert Goodin

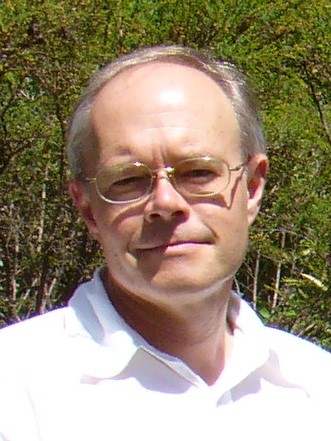
Robert Goodin (2006)

Robert Edward Goodin (* 30. November 1950) ist ein US-amerikanischer Politikwissenschaftler und politischer Philosoph. Von 1989 bis 2021 war er als Professor für Philosophie sowie soziale und politische Theorie an der Australian National University tätig. Für sein wissenschaftliches Werk wurde er 2022 mit dem Johan-Skytte-Preis geehrt.

## Werdegang
Goodin wuchs im US-Bundesstaat Indiana auf und studierte zunächst an der Indiana University Bloomington, an der er 1972 einen Bachelor-Abschluss erhielt. Danach ging er ins Vereinigte Königreich und nahm an der University of Oxford ein Promotionsstudium in Politikwissenschaft auf, das er 1975 als DPhil abschloss. Anschließend war Goodin zunächst als Dozent, später als Professor für Regierungslehre an der University of Essex tätig. 1989 wechselte er an die Australian National University in Canberra, an der er Professor für Philosophie sowie für Soziale und Politische Theorie wurde. 2021 wurde er emeritiert.
Seit deren Gründung ist Goodin Chefredakteur der Fachzeitschrift The Journal of Political Philosophy. Darüber hinaus war er unter anderem Redakteur der Zeitschriften British Journal of Political Science und Ethics sowie der Buchreihen Oxford Handbooks of Political Science von Oxford University Press und Theories of Institutional Design von Cambridge University Press.
Goodin ist Fellow der Academy of the Social Sciences in Australia sowie korrespondierendes Mitglied der British Academy.

## Rezeption
Für sein wissenschaftliches Lebenswerk wurde Robert Goodin 2022 der Johan-Skytte-Preis zugesprochen. In der Begründung schrieb die Jury, Goodin habe sich „mit Scharfsinn und Erfolg darum bemüht, die politische Philosophie mit der empirischen Politikwissenschaft zu verbinden, um das Verständnis dafür zu verbessern, wie menschenwürdige Gesellschaften gestaltet werden können“.
Darüber hinaus erhielt Goodin 2009 zusammen mit James Mahmud Rice, Antti Parpo und Lina Eriksson den Stein-Rokkan-Preis, der gemeinsam vom Internationalen Wissenschaftsrat, der Universität Bergen und dem European Consortium for Political Research vergeben wird. Dabei wurde das Team für seine gemeinsam verfasste und 2008 veröffentlichte Monographie Discretionary Time: A New Measure of Freedom ausgezeichnet, in dem die Autoren ein Maß für persönliche Zeitautonomie als Indikator individueller Freiheit entwickeln und über verschiedene Länder hinweg vergleichen.
Laut Google Scholar wurden die Veröffentlichungen Goodins bisher über 36.000 Mal in anderen Forschungsarbeiten zitiert, mit einem h-Index von 76 (Stand: Oktober 2022).

## Werke (Auswahl)
Als Autor
- Protecting the Vulnerable: A Re-Analysis of our Social Responsibilities. University of Chicago Press 1985.
- Reasons for Welfare: The Political Theory of the Welfare State. Princeton University Press 1988.
- Green Political Theory. Polity Press 1992.
- Mit Bruce Headey, Ruud Muffels und Henk-Jan Dirven: The Real Worlds of Welfare Capitalism. Cambridge University Press 1999.
- Innovating Democracy: Democratic Theory and Practice After the Deliberative Turn. Oxford University Press 2008.

Als Herausgeber
- Mit Philip Pettit und Thomas Pogge: A Companion to Contemporary Political Philosophy. Wiley-Blackwell 1992 (2. Auflage 2007).
- Mit Philip Pettit: Contemporary Political Philosophy: An Anthology. Wiley-Blackwell 1997 (3. Auflage 2019).
- Mit Hans-Dieter Klingemann: A New Handbook of Political Science. Oxford University Press 1998.
- The Theory of Institutional Design. Cambridge University Press 1998.